# Ras Lemsa
Ras Lemsa (àrab: رأس لمسة, Raʾs Lamsa) és un cap de la costa sud-oriental de Tunísia, a la governació de Médenine, al sud de Zarzis. A la seva rodalia es troba el jaciment arqueològic de Naouara, amb restes púniques i romanes, i es forma una petita però fonda badia després de la qual s'inicia l'estreta zona costanera que separa la mar Mediterrània del llac de Bhiret el Bibane.